# Густав Холоубек
Густав Теофил Холоубек (на полски: Gustaw Teofil Holoubek), роден на 21 април 1923 г. в Краков, починал на 6 март 2008 г. във Варшава) е полски театрален и филмов актьор, режисьор и театрален директор, педагог, председател на Асоциацията на полските театрални и филмови артисти, член на Полската академия на знанията, народен представител в VII и VIII Сейм на Полската народна република (1976 – 1982), сенатор 1-ви мандат (1989 – 1991). Определян като един от най-великите актьори, театрални и филмови режисьори в историята на полската кинематография.

## Биография

### Младежки години и образование
Той е единственото дете на чеха Густав, който се установява в Полша след Първата световна война, женейки се за овдовялата Евгения Естрайхер от Краков. Баща му завършва Терезианската военна академия, по време на Първата световна война служи във Втората бригада на полските легиони.
Густав Холоубек има петима природени братя и сестри. Като дете играе футбол в юношеския отбор на Краковия. През 1935 г. се записва в 1-ва прогимназия на „Плац на гроблях“, през 1939 г. още преди избухването на войната – полага матура за средно образование.
През 1939 г. е доброволец в армията и участва в Полска кампания (1939). Става войник от 20-ти пехотен полк в Краков, с който попада в Лвов. Когато полкът започва да се изтегля, Густав Холоубек се озовава в групата, която пресича границата на окупираните зони близо до Пшемишл. След залавянето му той е затворен в лагер за военнопленници в Магдебург, след което е преместен във форт в Торун. Там в края на 1939 г. и началото на 1940 г. се разболява от туберкулоза, с която по-късно се бори дълги години. През април 1940 г. е освободен, благодарение на намесата на майка му, която се позова на заслугите на бащата по време на Първата световна война. До края на окупацията Густав Холоубек живее в Краков.
Учи в 1-ва гимназия „Бартоломей Новодворски“ в Краков. През 1945 г. започва да учи в Актьорското студио към Театър „ Юлиуш Словацки“. По време на обучението си играе епизодични роли и участва в спектакли, поставени в театъра. През 1947 г. завършва Държавното драматично студио в Краков (по-късно преобразувано в Държавно висше училище за театър).

### Артистична дейност

#### Театрална кариера
Дебютира в театъра на 1 март 1947 г. в ролята на Харис от „Одисей при феаките“ на Стефан Флуковски в Стария театър в Краков.
В периода 1949 – 1956 г. работи като художествен ръководител, режисьор и актьор в Силезийски театър в Катовице.
По време на театралната си кариера той играе наред с други роли д-р Ранк в драмата „Куклен дом“ от Хенрик Ибсен. Главната женска роля в тази пиеса (режисирана от актьора) се играе от съпругата му Данута Квятковска.
Играе и главната роля във „Фантазии“ на Юлиуш Словацки, режисирана от него (Силезиски театър „Станислав Виспянски“ в Катовице, 1955 г.), съдия Куст в „ Корупцията в Двореца на правосъдието“ на Уго Бети, реж. Мария Верчинска (Камерна сцена на Полския театър във Варшава, 1958 г.), Гец в „Дяволът и Господ Бог“от Жан-Пол Сартр, реж. Лудвига Рене (Драматичен театър във Варшава, 1960 г.), Цигуларят в „Кланицата“ на Славомир Мрожек (1975 г.), главната роля в „Крал Лир“ на Уилям Шекспир (1977 г., и двете представления на Йежи Яроцки в Драматичния театър във Варшава). През 1989 г. той се появява в пиесата „Малък апокалипсис“, базирана на романа на неговия приятел Тадеуш Конвицки, режисиран от Кшищоф Залески (театър Атенеум във Варшава). Участва в „Задушница“ по Адам Мицкевич, поставена през 1967 г. от Кажимеж Деймек в Националния театър. Свалянето на тази пиеса от сцена от властите допринася за избухването на студентски демонстрации и предизвиква Полския март 1968.Изпълнението на Густав Холоубек в главната роля, повлиява значително върху социалния отзвук на пиесата.
Преподавател е в Театралната академия във Варшава. Дълги години е директор на Драматичния театър във Варшава. Уволнен е през януари 1983 г. заради конфликт с тогавашната власт.

#### Филмова и телевизионна кариера
Филмовият му дебют е в ролята на Феликс Дзержински в биографичния филм „Войник на победата“ (1953), реж. Ванда Якубовска. В края на 50-те години създава известни роли в „Примка“ (1957) и „Сбогувания“ (1958) от Войчех Хас, сюрреалистичния „Колко далеч оттук, колко близо“ (1971) и „Лава“ (1989) от Тадеуш Конвицки, с които актьорът е приятел от много години, както и във филма на Йежи Хофман „Право и юмрук“ (1964). Значимите му роли включват изяви в „Ръкопис, намерен в Сарагоса“ (1965) и „Санаториум „Клепсидра“ (1973) от Войчех Хас. През целия си живот актьорът изиграва повече от 50 филмови роли.
Той е режисьор на филмовата новела „Времето приближава, времето отдалечава“, на първата част на цикъла „Закъснели пешеходци“ (1962) и режисьор и сценарист на филма „Мазепа“ (1975), базиран на драмата на Юлиуш Словацки. Играл е в почти сто продукции на Телевизионния театър, като си сътрудничи с много полски режисьори, вкл. Адам Ханушкевич, Зигмунт Хюбнер, Анджей Лапицки, Олга Липинска, Йежи Груза, Ян Енглерт, Анджей Вайда и Кшищоф Кешловски. Като режисьор се пренася на екрана „ Фантазии“ (1971) и „Кордиан“ (1980) на Юлиуш Словацки, „Хамлет“ на Уилям Шекспир (1974), „На дъното“ на Максим Горки (1994), „Два театъра“ на Йежи Шанявски (1999) и „Едип цар“ на Софокъл (2005).

### Обществена дейност
През 1976 и 1980 г. получава мандат на посланик в Сейма на ПНР като представител на Фронта за народно единство. През 1982, след въвеждането на военно положение в Полша, отказва да заседава в парламента.
В периода 1989 – 1991 г. е сенатор, избран от Граждански комитет (по време на мандата си преминава към Демократичен съюз). От 1992 до 1993 участва в съвета по култура към президента Лех Валенса.
От 1994 г. е член на Полската академия на знанията. Сътрудник е на месечника за психология „Характери“.
Автор е на две книги – „Театърът е свят“ (Teatr jest światem), излязла през 1986 г. в съавторство с Анджей Хаусбранд, „Спомени и забрави“ (Wspomnienia z niepamięci), излязла през 1999.

### Личен живот
Съпруг е на актрисата Данута Квятковска, а по-късно на Мария Ваховяк (с която се запознава по време на снимките на филма „Pożegnania“), а от 1973 г. на Магдалена Завадзка. Има три деца: Ева (от първия брак), Магдалена (от втория) и филмовия оператор Ян (от третия).
Фен е на футболен клуб „Краковия“ (Cracovia).
Густав Холоубек умира на 6 март 2008 г. Президентът Лех Качински посмъртно го отличава с Ордена на Белия орел.
Погребан е на 12 март на гробището Повонзки във Варшава (парцел 14-1-1).